# Hans Vonk (futbolista sudafricano)
Johannes Adrianus Vonk más conocido como Hans Vonk (Alberton, Sudáfrica, 30 de enero de 1970) y es un exfutbolista sudafricano, que se desempeñó como portero y que militó en diversos clubes de Sudáfrica y Países Bajos. Pese a que nació en Sudáfrica, realizó la mayor parte de su carrera en Holanda.

## Selección nacional
Ha sido internacional con la Selección de fútbol de Sudáfrica; donde jugó 43 partidos internacionales por dicho seleccionado. Incluso participó con su selección, en 2 Copa Mundiales. Primero fue en la edición de Francia 1998 y después en Corea del Sur-Japón 2002, donde su selección quedó eliminado en la primera fase de ambos mundiales.

## Clubes
| Club                   | País         | Año       |
| ---------------------- | ------------ | --------- |
| RKC Waalwijk           | Países Bajos | 1988-1991 |
| FC Wageningen          | Países Bajos | 1991-1992 |
| Den Bosch              | Países Bajos | 1992-1993 |
| RKC Waalwijk           | Países Bajos | 1993-1996 |
| Heerenveen             | Países Bajos | 1996-2004 |
| Ajax                   | Países Bajos | 2004-2006 |
| Ajax (Ciudad del Cabo) | Sudáfrica    | 2006-2008 |
| Ajax                   | Países Bajos | 2008-2009 |
| Heerenveen             | Países Bajos | 2009      |
| Ajax (Ciudad del Cabo) | Sudáfrica    | 2009-2011 |